# エレキブラン
エレキブランは、日本のロックバンドである。

## メンバー
- イズミコウジロウ（1969年3月2日 - ）：ギター、ボーカル、キーボード

石川県出身。
ex.dip、ex.ツェツェグ、ex.SHOTT、現在はBooga、弾き語りソロなどで活動中。
- ハダヨシコ：ベース
- ナカザワトモコ：ドラム、パーカッション

## 概要・略歴
1992年、イズミコウジロウを中心に、前身バンドを経て結成された。1993年、インディーレーベルよりアルバム『エレキブラン』、1994年3月『メルヘン殺伐』を発表。同年11月、ビクターエンターテインメントのレーベルSPEEDSTAR RECORDSよりシングル『メルト』とアルバム『ウルトラパウダー』の同時リリースでメジャーデビュー。1995年8月、メジャーセカンドアルバム『スペースブルジャワシアター』発表。1996年12月、ミニアルバム『SLIP』発表。1997年解散。

## ディスコグラフィー

### 参加作品
| 発売日         | タイトル                                                                            | 規格品番    | 曲順        | 楽曲         |
| -------------- | ----------------------------------------------------------------------------------- | ----------- | ----------- | ------------ |
| 2022年11月16日 | ZK Samplers 1992-1993-The 30th Anniversary Limited Edition                          | MMCD22009   | M.11        | カリフラワー |
| 2022年11月18日 | ZK SAMPKER1992-1993(2022Remaster) The30th Anniversary Limited Edition＜限定生産盤＞ | MMCD22009LP | LP2-A面/M.1 | Kaiflower    |